# Pierre de Langtoft
Pierre de Langtoft, o Piers Langtoft en anglès, nascut al segle xiii i mort cap al 1307, va ser un historiador i cronista anglonormand.
Originari de Langtoft, East Yorkshire, Pierre de Langtoft va ser canonge del priorat agustinià de Bridlington. Redactada en dodecasíl·labs, la seua Crònica relata la història de la llegendària fundació de la Gran Bretanya per Brutus de Troia fins a la mort d'Eduard I el 1307.
La primera està presa del Roman de Brut de Robert Wace, la segona de diferents fonts entre les quals s'inclou la Història Anglorum de Henry de Huntingdon, encara que generalment es creu que la tercera part és seva, ja que inclou detalls que no es troben a altres llocs com ara el destí de Gwenllian ferch Llywelyn, la filla de Llywelyn Ein Llyw Olaf de Gal·les. Aquesta crònica, violentament anti-escocesa en el seu conjunt, conté nou cèlebres cançons en anglo-normand i anglès mitjà que arrepleguen els crits de provocació entre soldats anglesos i escocesos durant el conflicte anglo-escocès de finals del segle xiii i inicis del segle xiv.
L'última part d'aquesta crònica es va traduir a l'anglès per Robert de Brunne ja en la primera meitat del segle xiv.

## Obra
- Le règne d'Édouard Ier, Ed. crítica i comentari de Jean-Claude Thiolier, Créteil, CELIMA, 1989